# Alexandros Panagoulis
Alexandros Panagoulis (griego Αλέξανδρος Παναγούλης; 2 de julio de 1939 - 1 de mayo de 1976), político y poeta griego. Jugó un papel activo en la lucha contra la Dictadura de los coroneles (1967 - 1974) en Grecia. Se hizo célebre después de su tentativa de asesinar al dictador Georgios Papadopoulos el 13 de agosto de 1968, pero también por las torturas que sufrió durante su posterior detención. Con la restauración de la democracia fue elegido diputado con la Unión de Centro (E. K.).

## Biografía
Alexandros Panagoulis nació en Glyfada (Atenas). Segundo hijo de Athena y Vassilios Panagoulis, oficial del ejército griego. Hermano de Georgios Panagoulis, víctima del régimen de los coroneles, y de Efstathios, que más adelante sería político. Estudió en la Universidad Técnica Nacional de Atenas (escuela politécnica de Metsovion) en la facultad de Mecánico-Electricistas. Su padre era oriundo de Divri, en Elis (noroeste del Peloponeso), mientras que su madre había nacido en la isla de Lefkada. Panagoulis pasó gran parte de su infancia en esta isla del mar Jónico.

## Política
Como adolescente inspirado en los valores democráticos, Alexandros Panagoulis se afilió a la Unión de Centro (E.K.) bajo la dirección de Georgios Papandreu. Concretamente se unió a la organización de la Juventud del Partido – la Organización juvenil de la Unión de Centro (O.N.E.K.), que se convirtió más adelante en la Juventud Democrática Griega (E.DI.N.) - en Glyfada. Después de la restauración del parlamentarismo, se convirtió en el presidente de esta misma organización (E.DI.N) en el 3 de septiembre de 1974.

### Resistencia a la dictadura
Alexandros Panagoulis participó activamente en la lucha por la vuelta a la democracia y contra el régimen de los coroneles. Abandonó su puesto en el servicio militar debido a sus convicciones democráticas y fundó la organización Resistencia Nacional. Decidió autoexiliarse en Chipre para preparar su plan de acción. Volvió a Grecia, donde, con la ayuda de sus colaboradores, organizó la tentativa del asesinato del dictador Papadopoulos el 13 de agosto de 1968, cerca de Varkiza. El intento fracasó, con el resultado de su detención. La corte militar lo juzgó en el 3 de noviembre de 1968 y lo condenó a muerte el 17 de noviembre de 1968, confinándolo a la isla Aegina con el fin de ejecutarlo. Como resultado de la presión política de la comunidad internacional, la junta frenó la orden de ejecutarlo y en lugar de ello lo encarceló en la prisión militar de Bogiati (S. F. B.) el 25 de noviembre de 1968. 
Alexandros Panagoulis se negó a cooperar con la junta y fue víctima de torturas tanto físicas como psicológicas. Se escapó de la prisión de Bogiati (S.F.B.) el 5 de junio de 1969. Pronto lo arrestaron y fue conducido provisionalmente al campo de Goudi. Finalmente fue llevado de vuelta a un solitario confinamiento en Bogiati, de donde intentó escaparse en varias ocasiones, sin obtener ningún éxito.
Se ha demostrado que rechazó las concesiones de amnistía que la junta le brindaba. En agosto de 1973, después de cuatro años y medio de encarcelación, se benefició de una amnistía general que el régimen militar concedió a todos los presos políticos. Panagoulis se volvió a auto exiliar, en este caso, a Florencia, Italia, para contribuir a la resistencia

### Restauración de la democracia
Después de la restauración de la democracia, Alexandros Panagoulis fue elegido como miembro del parlamento con el partido de la Unión del centro - Nuevas fuerzas (E.K. - N.D.), en 1974. Lanzó una serie de críticas contra los políticos de la corriente dominante que estaban manifiesta o secretamente en connivencia con la junta. Finalmente tuvo desacuerdos con la dirección de su partido, de la cual dimitió. Permaneció en el parlamento griego como diputado independiente. Se mantuvo fiel a sus críticas, las cuales cargó abiertamente contra el ministro de la defensa nacional Evangelos Averof y otros. Finalmente sufrió la presión de la clase dirigente.
Panagoulis murió el 1 de mayo de 1976 a la edad de 36 años en un accidente automovilístico ocurrido sobre la avenida  Vouliagmenis (Atenas), sólo pocos días antes de la revelación de que tenía en su posesión archivos de la policía militar de la Junta (el archivo de E.S.A.). Los archivos en cuestión, que nunca salieron a la luz, ofrecían, según se informa, evidencias de la incriminación de algunos políticos de la corriente dominante con la Junta. Ha habido mucha especulación por una parte de la prensa griega de que el accidente de coche fue planeado para silenciar a Panagoulis y encubrir dicha evidencia.

## Trabajo poético
Alexandros Panagoulis fue brutalmente torturado de forma diaria durante la Junta. Muchos piensan que mantuvo sus facultades gracias a su voluntad, su determinación para defender sus creencias, así su como agudo sentido del humor. Muchos afirman que, durante el tiempo en que estuvo encarcelado en Bogiati, Panagoulis escribió poemas en las paredes de su celda y en pequeños trozos de papel, usando a menudo su propia sangre como tinta. Muchos de sus poemas no han sobrevivido. Sin embargo, consiguió pasar algunos de contrabando a sus amigos mientras estuvo en prisión; otros, se los aprendió de memoria para rescribirlos más adelante. Después de su liberación publicó una colección en Milán con el título Vi scrivo da un carcere in Grecia (Os escribo desde una prisión en Grecia), con una introducción del artista italiano Pier Paolo Pasolini. Él había publicado previamente varias colecciones en griego, como La pintura (I bogia).

## El símbolo
La vida y el trabajo de Alexandros Panagoulis atrajeron el interés de varios artistas. El famoso compositor de música Mikis Theodorakis, también perseguido por la Junta, acopló algunos de sus poemas a la música. Por otra parte, la poesía y la vida de A. Panagoulis se convirtieron en objeto de estudio de varios investigadores; un ejemplo es la obra Un uomo (Un hombre), escrito por la periodista italiana Oriana Fallaci, que fue también su compañera sentimental hasta su muerte.
Para muchos griegos, el intento de "tiranicidio" de Alexandros Panagoulis lo convirtió en un símbolo de la libertad, de la democracia, de los derechos humanos y de las libertades civiles y políticas. Constituye el único caso de elevación a héroe de la democracia de un asesino frustrado, y esto debido a su ética política.
El estado griego, persuadido por amigos y admiradores de Panagoulis, publicó un sello en su honor (1996), una tarjeta telefónica de prepago (1996), y puso su nombre a plazas y estaciones, como la estación de Metro Alexandros Panagoulis en Atenas (2004).

## Película
- Panagoulis vive (La vida de Panagoulis) (1980/1). •Guion: Giuseppe Ferrara, Piergiovanni Anchisi, Riccardo Iacona, Gianfrancesco Ramacci, con la colaboración de Thanasis Valtinos, productor: Giuseppe Ferrara •Photography: Silvio Fraschetti, Música: Dimitris Nikolaou •35 milímetro Publicación en cine y en televisión de 16 milímetros •Duración: 110 ', pieza A (de la D - inacabada), RAI, en el año 1980.